# Orfeo (Satellit)
Orfeo (Optical and Radar Federation for Earth Observation) ist der Name eines italienisch-französischen Satellitenprogramms. Das 2006 gestartete Programm dient der Gewinnung von hochauflösenden Fernerkundungsdaten und Radardaten für dual-use Nutzung (militärisch und zivil).
Italien steuert vier Satelliten aus dem Programm COSMO-Skymed bei, die mit dem bildgebenden Radar COSMO-SAR ausgestattet sind. Die Starts erfolgten von Juni 2007 bis November 2010.
Der Beitrag Frankreichs besteht aus vier kleinen Satelliten des Typs Pléiades. Sie tragen optische Sensoren, die auf der Erde eine Ortsauflösung von weniger als 0,7 m erreichen. Der erste Satellit Pléiades-1A sollte im April 2011 in die Erdumlaufbahn gebracht werden, der Start erfolgte am 17. Dezember 2011 mit einer Sojus-Rakete vom europäischen Weltraumzentrum in Französisch-Guayana. Der Start von Pléiades-1B folgte im Dezember 2012. Die Pléiades-Satelliten wurden von Astrium (Satellitenbus) und Alcatel Alenia Space (Nutzlast) in Frankreich gebaut. Sie wiegen 1750 kg und umliefen die Erde auf einer sonnensynchronen Bahn in 694 km Höhe. Ihre Lebensdauer war auf fünf Jahre konzipiert.
2021 wurden mit jeweils einer Vega Rakete die beiden Nachfolgesatelliten Pléiades Neo 3 und 4 ins All befördert. Die von Airbus Defence and Space gebauten und betriebenen Geräte haben eine optische Auflösung von 30-Zentimetern. 2022 sollten zwei weitere Kleinsatelliten der Serie folgen und die Konstellation komplettieren, was jedoch wegen eines Fehlers in der zweiten Stufe der Vega-C misslang.